# قطب‌الدین محمد
قطب‌الدین محمد  فرزند انوشتکین غرجه پس از مرگ پدرش به فرمان سلطان سنجر که پادشاه خراسان بود جانشین پدر و حاکم خوارزم شد. قطب الدین محمد را فردی درست کار و علاقمند به علم و دانش نوشته اند. پس از مرگ او فرزندش علاءالدین اتسز به پادشاهی رسید.